# Czarna wdowa (film 2007)
Czarna wdowa (ang. Black Widow) − amerykański thriller z 2007 roku. Remake filmu z 1987 roku o tym samym tytule.

## Główne role
- Elizabeth Berkley - Olivia
- Alicia Coppola - Mel
- Randall Batinkoff - Dany
- Adriana DeMeo - Fin
- Jeremy Howard - Henry
- Carla Jimenez - Rosa
- Brady Smith - Lucas
- Barbara Niven - Tiffany Collins
- Joel Anderson - Cooper
- David Ury - Bixler
- Randall Batinkoff - Danny
- Tembi Locke - Jill
- Steve Monroe - Marty
- George Wyner - Stan
- Chris Farah - Recepcjonistka

i inni. 